# Salvatore Antibo
Salvatore Antibo (ur. 7 lutego 1962 w Altofonte) – włoski lekkoatleta, długodystansowiec, wicemistrz olimpijski i mistrz Europy.
W 1981 zdobył srebrny medal mistrzostw Europy juniorów w biegu na 5000 metrów. Seniorską karierę rozpoczął na mistrzostwach Europy w 1982 w Atenach, gdzie zajął 6. miejsce w biegu na 10 000 metrów, a w biegu na 5000 metrów odpadł w przedbiegach. Na mistrzostwach świata w 1983 w Helsinkach był 13. w finale biegu na 5000 metrów. Podczas igrzysk olimpijskich w 1984 w Los Angeles Antibo ukończył bieg na 10 000 metrów na 5. miejscu, ale ostatecznie został sklasyfikowany o 1 miejsce wyżej, ponieważ Fin Martti Vainio został zdyskwalifikowany z powodu dopingu. W biegu na 5000 metrów Antibo odpadł w półfinale.
Na mistrzostwach Europy w 1986 w Stuttgarcie Antibo zdobył brązowy medal na 10 000 metrów, za swymi rodakami Stefano Mei i Alberto Covą. W biegu na 5000 metrów zajął 10. miejsce. Nieudane były dla niego mistrzostwa świata w 1987 w Rzymie. Nie wystartował w eliminacjach biegu na 5000 metrów, a na 10 000 metrów zajął 16. miejsce. Zajął 2. miejsce w biegu na 10 000 metrów w Pucharze Europy w 1987. Na igrzyskach olimpijskich w 1988 w Seulu zdobył srebrny medal w biegu na 10 000 metrów, przegrywając z Ibrahimem Butajjibem z Maroka. Na 5000 metrów odpadł w półfinale. Zwyciężył w biegu na 10 000 metrów w Pucharze Świata w 1989 w Barcelonie. W 1989 i 1991 zwyciężył w biegach na 5000 metrów podczas finału „A” Pucharu Europy.
Bardzo udane były dla Antibo mistrzostwa Europy w 1990 w Splicie. Wywalczył na nich tytuły mistrzowskie zarówno na 5000 metrów, jak i na 10 000 metrów. Natomiast na mistrzostwach świata w 1991 w Tokio zajął ostatnie, 20. miejsce w finale biegu na 10 000 metrów. Na swych ostatnich igrzyskach olimpijskich w 1992 w Barcelonie zajął 4. miejsce na 10 000 metrów i 16. miejsce na 5000 metrów. Na mistrzostwach świata w 1993 w Stuttgarcie Antibo był 12. na 10 000 metrów. Po tych zawodach zakończył międzynarodową karierę lekkoatletyczną.

## Rekordy życiowe
- bieg na 5000 metrów – 13:05,59 (1990) rekord Włoch
- bieg na 10 000 metrów – 27:16,50 (1989) do 2019 rekord Włoch